# Jan Muscenius
Jan Muscenius alias Jan Mucha (ur. 1532 w Kurzelowie, zm. 21 lipca 1602 w Krakowie) – polski matematyk i astronom, wielokrotny rektor Akademii Krakowskiej (1592/1593, 1594/1595, 1599/1600, 1601/1602). Znany również jako Jan Musceniusz oraz pod zlatynizowanym nazwiskiem Muscenius lub Musccenius.

## Życiorys
Urodził się w Kurzelowie (dawne województwo sandomierskie, obecnie powiat włoszczowski), mieszkał w Krakowie.
Edukację podstawową uzyskał w Kurzelowie, następnie został wysłany przez ojca do Niemiec, gdzie kontynuował naukę we Frankfurcie. W roku 1550, zapisał się na Wydział Sztuk Wyzwolonych Akademii Krakowskiej. W sierpniu 1558 został członkiem Collegium Minus oraz objął katedrę astrologii.
Od 29 kwietnia 1556 do 24 lutego 1559 był rektorem szkoły katedralnej na Wawelu. 
Kilkukrotnie był wybierany na rektora Akademii Krakowskiej (1592/1593, 1594/1595, 1599/1600, 1601/1602).
Zmarł 21 lipca 1602 roku w Krakowie.
W testamencie rozdzielił swoją kolekcję książek pomiędzy Akademię Krakowską oraz szkołę kolegiacką w Kurzelowie. Obecnie Biblioteka Uniwersytetu Warszawskiego posiada w swoich zbiorach 59 pięknie oprawionych książek z kolekcji Jana Musceniusa.

## Badania naukowe
Jan Muscenius 25 sierpnia 1563 roku razem z astronomiami z Akademii Krakowskie (Piotrem z Proboszczowic, Mikołajem z Szadka, Stanisławem Jakobejuszem) przeprowadził obserwację wielkiej koniunkcji Jowisza i Saturna. Obserwacja ta posłużyła do porównania tablic alfonsyńskich (bazujących na modelu geocentrycznym) oraz tablic pruskich (bazujących na modelu heliocentrycznym Kopernika). Tablice pruskie poprawnie wskazały czas wielkiej koniunkcji Jowisza i Saturna na 25 sierpnia 1563 roku. Separacja kątowa pomiędzy obserwowanymi planetami wynosiła 6.8 minut łuku. Tablice alfonsyńskie wskazywały inną datę koniunkcji, dla której separacja kątowa wynosiła 2 stopnie i 21 minut łuku. Profesorowie z Akademii Krakowskiej zasługerowali używanie obliczeń bazujących na modelu Kopernika jako bardziej dokładnych oraz wykładanie modelu heliocentrycznego podczas wykładów z astronomii.
Od 1555 do 1568 przeprowadził 1649 nieinstrumentalnych obserwacji meteorologicznych.

## Publikacje
- Epigrammata In Lavdem XI. Eximiorvm Ac Ervditorum virorum : dum In Alma Academia Cracovien[si] A. D. III. Eidus Martij Anno CIƆ IƆCI. A [...] Ioanne Muscenio Curzelouio [...] Licentiati in artibus liberalibus & Philosophia [...] crearentur, published in Kraków, (1601)[4]
- Praktyka z Biegow Niebieskich na Rok Panski 1566[5]
- Kalendarz Świąt dorocznych y Biegów Niebieskich z wyborami czasów na Rok Pański 1569, pierwszy po Przestępnym przez M. Jana Musceniusa z Kurzelowa, sławnej Nauki Krakowskiey Astrologa, napisany.